# 성교육닷컴
《성교육닷컴》은 2006년 3월 24일부터 2006년 6월 30일까지 엠넷에서 방영된 16부작 청소년 성교육 텔레비전 드라마이다. 대한민국의 청소년들의 가장 큰 관심사이자 고민거리인 성과 사랑을 주제로 하고 있다.
대한민국의 평범한 고등학교 2학년 학생들이 학교에서 콘돔을 발견한 사건 이후에 청소년의 성에 대한 관심을 갖게 되면서 벌어지는 다양한 이야기들을 소재로 하고 있다. 사랑, 우정을 비롯한 청소년들의 일상에서 등장하는 피임, 여자의 가슴 크기, 생리, 자위행위, 발기, 성관계, 동성애 등과 같은 성 문제들에 대한 청소년들의 시각에 리얼리티 요소를 살린 점이 특징이다. 드라마 제작 과정에서 성의학 전문가들의 의견과 조언, 통계 자료를 삽입하고 청소년들의 의견을 반영했다는 평가를 받았지만 지나치게 선정적인 요소를 삽입했다는 비판을 받기도 했다.

## 등장인물
- 이현호 - 현호 역
- 진원 - 원 역
- 원미미 - 미미 역
- 이민지 - 민지 역
- 김슬기 - 슬기 역
- 김동명 - 동명 역
- 양희윤 - 희윤 역
- 정수정 - 수정 역
- 문시혁 - 특별 출연

## 에피소드 목록
- 1회: 초대
- 2회: 내겐 꿈만 같은 A컵
- 3회: 작아서 슬픈 짐승
- 4회: 누구나 비밀은 있다
- 5회: 은밀한 유혹
- 6회: 유혹보다 달콤한
- 7회: 너희가 아픔을 아느냐?
- 8회: 내 생애 가장 아름다운 밤
- 9회: 여자라는 이유로
- 10회: 위험한 향기
- 11회: 엇갈림
- 12회: 그와 그녀의 사정
- 13회: 세상에서 가장 슬픈 이별
- 14회: 슬픈 예감
- 15회: 7번 국도
- 16회: 한 여름밤의 꿈